# Sikorsky S-39
Sikorsky S-39 là một phiên bản một động cơ, nhỏ hơn của loại S-38, do hangx Sikorsky Aircraft chế tạo đầu thập niên 1930.

## Biến thể
C-28